# Ctenomys goodfellowi
Espèce
Statut de conservation UICN

 LC  : Préoccupation mineure
Ctenomys goodfellowi est une espèce de rongeurs de la famille des Ctenomyidae. Comme les autres membres du genre Ctenomys, appelés localement des tuco-tucos, c'est un petit mammifère d'Amérique du Sud bâti pour creuser des terriers. Ce rongeur est endémique de Bolivie. 
L'espèce a été décrite pour la première fois en 1921 par le zoologiste britannique Michael Rogers Oldfield Thomas (1858-1929).